# Чепулковский, Ян

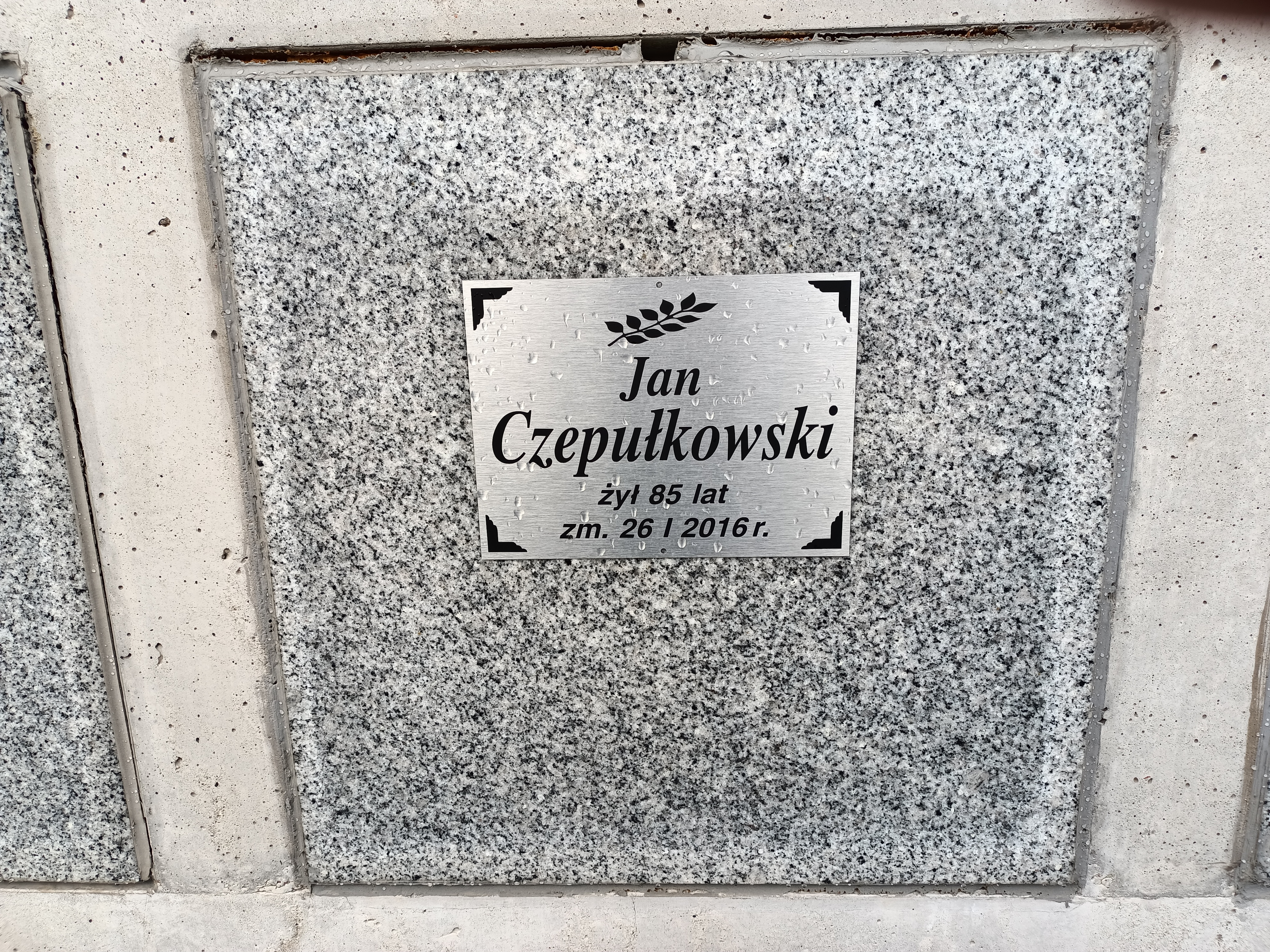
Эпитафия на могиле Яна Чепулковского

Ян Чепулковский (пол. Jan Czepułkowski; 17 июля 1930 года, Молодечно, Польша — 26 января 2016 года, Варшава, Польша) — польский тяжелоатлет, участник Олимпийских игр в Мельбурне (1956), призёр чемпионатов мира и Европы.

## Биография
Родился в Молодечно. Сын Станислава Чепулковского и Марии Артемьевой. В 1950 году закончил городской общеобразовательный лицей имени Мицкевича в Ольштыне. В 1953 году получил диплом о высшем образовании в Академии физической культуры. Выступал за столичный клуб AZS (1951—1960).
Трёхкратный чемпион Польши (в весе 67.5 кг в 1954 и 1955 годах и в весе 75 кг в 1958 году).
Участник Олимпийских игр 1956 года в Мельбурне. В соревнованиях в весе до 67.5 кг показал результат 360 кг (120+105+135), заняв 6 место.
Бронзовый призёр чемпионата мира 1957 года в Тегеране с результатом 365 кг (115+110+140). Серебряный призёр чемпионата Европы 1957 года в Катовице с результатом 352,5 кг (117,5+102,5+132,5) и бронзовый чемпионата Европы 1959 года в Варшаве с результатом 360 кг (115+107,5+137,5) в категории до 67.5 кг. Также бронзовый призёр чемпионата Европы 1956 года в Хельсинки в категории до 75 кг с результатом 362,5 кг (112,5 + 107,5 + 142,5). Тренировался у Августа Дзедзица. В 1960 году ушёл из большого спорта.
Работал преподавателем в Академии физкультуры. Затем работал официантом в ряде варшавских ресторанах. Держал собственный бар-буфет.
Был женат на Хелене. Жил в Варшаве.
Заслуженный мастер спорта (1956). Награждён серебряной и бронзовой медалями «За выдающиеся спортивные достижения».
Скончался 26 января 2016 года в Варшаве.